# 投诚食品
投诚食品是中华民国国军在2018年宣布取消反攻大陸背景下的心理戰手段心戰喊話後的舉措。2019年4月14日由国防部政治作战总队心理作战大队在台北市国防部文化营区与心战作业车一起展示。

## 包装
2019年4月14日，中華民國國防部在國防部文化營區召開臨時記者會，國防部政治作戰局文宣心戰處處長樓偉傑少將主持，國防部政治作戰總隊心理作戰大隊大隊長王宜弘上校介紹投誠食品、心戰作業車等心戰相關設備。王宜弘表示，國軍配合戰場實需，結合臺灣自由民主意涵，從食品外包裝到各種隨處可見的民生用品都是心戰文宣品可運用的素材，做到「植基於平時，運用於戰時」。王宜弘強調，投誠食品是國防部政治作戰總隊心理作戰大隊運用食品外包裝設計的文宣品，在國防部「第三屆全國高級中等學校儀隊競賽」初賽展示，就是要凸顯心戰作業車的能量。
投诚食品包括“投诚方便面”、“投诚牛奶糖”、“投诚巧克力”、“投诚蛋卷”、“投诚矿泉水”等加工食品，外包装通常以簡體中文印有诸如“即刻享用，安全与自由就在前方”、“放下武器，双手高举”、“请保留此盒，向中华民国国军投诚”等政治宣傳字样。包装盒还印上最近的投降地点位置图，地点随部队驻地不同而改变。
國防部政治作戰總隊心理作戰大隊表示，投誠食品的內容物與市售食品一樣，只是在外包裝以簡體中文記載投降步驟，在戰場上發放，讓撿到的中國人民解放軍軍人快快向國軍投降，並沒有販售。王宜弘表示，投誠食品只是一般心戰文宣品，並非針對中國人民解放軍，波斯灣戰爭時期美軍也採用相同招降手段，「我們並沒有特定針對哪一個國家或是哪一個目標」。

## 争议
2019年4月14日，曾经担任两届中國國民黨立法委员的中华民国陆军退役中将帅化民认为，如今台海两岸生活水平差异不大，投诚食品毫无必要、也根本没有投资效益。帅化民对美国之音说，国防部不能把已經偏少的国防预算虚掷在无效益的单位，他同时主张裁撤国防部的心战单位。
2019年4月15日，名嘴羅友志在臉書發文諷刺，繼行政院院長蘇貞昌「掃帚抗敵說」之後，投誠食品是蔡英文政府再次「軍事大突破」，潛艦國造這種「低階科技」只是幌子。名嘴朱學恒在臉書發文諷刺，投誠食品大量生產一定會熱賣，不過品項要改一下，對內賣「賣台灣風味泡麵」、「投貢丸」、「國安危雞精」、「海峽中麵線」、「空心菜網軍包」、「賴功德式香腸」，對觀光客賣「投誠版」就好。《汉和防务评论》总编辑平可夫在臉書發文讥讽，投诚食品是以“娃娃水平”的手段对付中國人民解放軍。《海峡导报》讥讽，投诚食品不是心战、而是“蠢战”。
2019年4月18日，時代力量立法委員林昶佐在立法院外交及國防委員會質詢時說，投誠標語是以反攻大陸為基礎，投誠食品等相關心戰文宣早已不合時宜。林昶佐說，他看到投誠食品新聞不敢相信是真的，投誠食品還被中國大陸網友嘲笑，國防部應該整體檢討心戰課程。國防部副部長沈一鳴答，投誠食品是心戰課程的術科實作，讓學員發揮創意、就周邊器材臨機製作創意文宣，「這是訓練課程之一，並不是我們拿來文宣的重點」。